# Luisa di Lorena (1718-1788)
Luisa di Lorena (Louise Henriette Gabrielle; 30 dicembre 1718 – 5 settembre 1788) è stata una nobildonna francese e un membro del Casato di Lorena. Si sposò con un membro del Casato di La Tour d'Auvergne e fu Duchessa di Bouillon.

## Biografia
Nata da Carlo Luigi di Lorena, Conte di Marsan, Principe di Mortagne, e da sua moglie Élisabeth de Roquelaure, era la seconda di quattro figli. Suo fratello minore, Gaston Jean Baptiste Charles, fu il marito di Marie Louise de Rohan, futura governante di Luigi XVI e dei suoi fratelli. Gaston morì di vaiolo all'età di ventidue anni. Suo fratello minore fu Camillo, Principe di Marsan.
Era nota semplicemente come Louise. Denominata Mademoiselle de Marsan prima del suo matrimonio, come discendente in linea maschile del Casato di Lorena aveva diritto al titolo di Altezza.
Fu una canonichessa della prestigiosa Abbazia di Remiremont ad Asnières-sur-Oise, nei Vosgi, dipartimento della Lorena. Remiremont era stata strettamente legata ai Lorena per secoli. Fu nominata come canonichessa nel 1733.
Fu fidanzata a Godefroy de La Tour d'Auvergne, unico figlio maschio di Charles Godefroy de La Tour d'Auvergne e della sua moglie polacca Maria Carolina Sobieska. La coppia fu unita in matrimonio il 27 novembre 1743. Suo marito, in quanto erede del Ducato di Bouillon, era denominato prince de Turenne; come tale, Luisa diventò la princesse de Turenne. La cerimonia di nozze fu celebrata dal Cardinale d'Auvergne, cugino di suo marito; si sposarono all'Hôtel che apparteneva al più giovane dei suoi fratelli, Luigi Camillo di Lorena. Suo marito era di nove anni più giovane di lei.
La coppia fu genitrice di quattro figli, due dei quali sopravvissero all'infanzia. Alla morte di suo suocero Charles Godefroy de La Tour d'Auvergne, suo marito diventò Duca di Bouillon.
Morì all'Hôtel de Bouillon a Parigi all'età di 69 anni nella notte tra il 4 ed il 5 settembre 1788. Un anno dopo la sua morte, suo marito si sposò nuovamente con Marie Françoise Henriette de Banastre, una ragazza di quasi 47 anni più giovane di lui e figlia di uno dei suoi lacchè.
Suo fratello Camille, principe di Marsan, era morto anch'egli all'Hôtel de Bouillon nel 1780.
Fu sepolta nella Chiesa di Saint-Sulpice a Parigi il 9 settembre. Alla morte di suo marito, nel 1792, gli successe suo figlio. Suo figlio non ebbe discendenza e quindi il Casato di La Tour d'Auvergne si estinse.
Non si conoscono altri discendenti sopravvissuti; i Principi di Guéméné, membri del casato di Rohan rivendicarono il Ducato di Bouillon per mezzo della cognata di Luisa, Marie Louise de La Tour d'Auvergne, che sposò il Principe di Guéméné ed ha discendenti nell'attuale Austria.

## Discendenza
- Jacques Leopold Charles Godefroy de La Tour d'Auvergne (15 gennaio 1746 – 7 febbraio 1802) sposò Edvige d'Assia-Rotenburg, nipote di Ernesto Leopoldo d'Assia-Rotenburg e della Contessa Eleonora di Löwenstein-Wertheim-Rochefort; senza figli;
- Charles Louis Godefroy de La Tour d'Auvergne, Principe d'Auvergne (22 settembre 1749 – 23 ottobre 1767) celibe;
- Louis Henri de La Tour d'Auvergne, Duca d'Albret (20 febbraio 1753 – 7 marzo 1753) morto nell'infanzia;
- X de La Tour d'Auvergne (3 April 1756) figlia nata morta.[1]

## Ascendenza
|                                         |                                    |                                       | Genitori                             |  |  | Nonni |  |  | Bisnonni                   |  |  | Trisnonni          |  |
|                                         |                                    |                                       |                                      |  |  |       |  |  | Henri de Lorraine-Harcourt |  |  | Charles I d'Elbeuf |  |
|                                         |                                    |                                       |                                      |  |  |       |  |  | Henri de Lorraine-Harcourt |  |  | Charles I d'Elbeuf |  |
|                                         |                                    | Marguerite de Chabot                  |                                      |  |  |       |  |  | Henri de Lorraine-Harcourt |  |  |                    |  |
| Charles de Lorraine                     |                                    |                                       |                                      |  |  |       |  |  | Henri de Lorraine-Harcourt |  |  |                    |  |
|                                         |                                    | Marguerite-Philippe du Cambout        | Charles du Cambout                   |  |  |       |  |  |                            |  |  |                    |  |
|                                         |                                    | Marguerite-Philippe du Cambout        | Charles du Cambout                   |  |  |       |  |  |                            |  |  |                    |  |
|                                         |                                    | Marguerite-Philippe du Cambout        | Philippe de Beurges                  |  |  |       |  |  |                            |  |  |                    |  |
| Charles-Louis de Lorraine               |                                    | Marguerite-Philippe du Cambout        |                                      |  |  |       |  |  |                            |  |  |                    |  |
|                                         |                                    | Henri Goyon de Matignon               | François Goyon de Matignon           |  |  |       |  |  |                            |  |  |                    |  |
|                                         |                                    | Henri Goyon de Matignon               | François Goyon de Matignon           |  |  |       |  |  |                            |  |  |                    |  |
|                                         |                                    | Henri Goyon de Matignon               | Anne Malon de Bercy                  |  |  |       |  |  |                            |  |  |                    |  |
| Catherine Thérèse Goyon de Matignon     |                                    | Henri Goyon de Matignon               |                                      |  |  |       |  |  |                            |  |  |                    |  |
|                                         |                                    | Marie Françoise Le Tellier            | François Le Tellier                  |  |  |       |  |  |                            |  |  |                    |  |
|                                         |                                    | Marie Françoise Le Tellier            | François Le Tellier                  |  |  |       |  |  |                            |  |  |                    |  |
|                                         |                                    | Marie Françoise Le Tellier            | Charlotte Crespin                    |  |  |       |  |  |                            |  |  |                    |  |
| Louise-Henriette-Gabrielle de Lorraine  |                                    | Marie Françoise Le Tellier            |                                      |  |  |       |  |  |                            |  |  |                    |  |
|                                         | Gaston-Jean-Baptiste de Roquelaure | Antoine de Roquelaure                 |                                      |  |  |       |  |  |                            |  |  |                    |  |
|                                         | Gaston-Jean-Baptiste de Roquelaure | Antoine de Roquelaure                 |                                      |  |  |       |  |  |                            |  |  |                    |  |
|                                         | Gaston-Jean-Baptiste de Roquelaure | Suzanne de Bassabat                   |                                      |  |  |       |  |  |                            |  |  |                    |  |
| Antoine-Gaston de Roquelaure            | Gaston-Jean-Baptiste de Roquelaure |                                       |                                      |  |  |       |  |  |                            |  |  |                    |  |
|                                         |                                    | Charlotte Marie de Daillon du Lude    | Timoléon de Daillon du Lude          |  |  |       |  |  |                            |  |  |                    |  |
|                                         |                                    | Charlotte Marie de Daillon du Lude    | Timoléon de Daillon du Lude          |  |  |       |  |  |                            |  |  |                    |  |
|                                         |                                    | Charlotte Marie de Daillon du Lude    | Marie Feydeau                        |  |  |       |  |  |                            |  |  |                    |  |
| Élisabeth de Roquelaure                 |                                    | Charlotte Marie de Daillon du Lude    |                                      |  |  |       |  |  |                            |  |  |                    |  |
|                                         |                                    | Guy-Urbain de Laval-Montmorency-Lezay | Pierre II de Laval-Montmorency-Lezay |  |  |       |  |  |                            |  |  |                    |  |
|                                         |                                    | Guy-Urbain de Laval-Montmorency-Lezay | Pierre II de Laval-Montmorency-Lezay |  |  |       |  |  |                            |  |  |                    |  |
|                                         |                                    | Guy-Urbain de Laval-Montmorency-Lezay | Isabelle de Rochechouart             |  |  |       |  |  |                            |  |  |                    |  |
| Marie-Louise de Laval-Montmorency-Lezay |                                    | Guy-Urbain de Laval-Montmorency-Lezay |                                      |  |  |       |  |  |                            |  |  |                    |  |
|                                         |                                    | Françoise de Sesmaisons               | Claude de Sesmaisons                 |  |  |       |  |  |                            |  |  |                    |  |
|                                         |                                    | Françoise de Sesmaisons               | Claude de Sesmaisons                 |  |  |       |  |  |                            |  |  |                    |  |
|                                         |                                    | Françoise de Sesmaisons               | Barbe Le Bigot                       |  |  |       |  |  |                            |  |  |                    |  |
|                                         |                                    | Françoise de Sesmaisons               |                                      |  |  |       |  |  |                            |  |  |                    |  |

## Titoli ed appellativi
- 30 dicembre 1718 – 27 novembre 1743 Sua Altezza Mademoiselle de Marsan
- 27 novembre 1743 – 24 ottobre 1771 Sua Altezza, la Principessa di Turenne
- 24 ottobre 1771 – 5 settembre 1788 Sua Altezza, la Duchessa di Bouillon